# Даиширо Јошимура
Даиширо Јошимура (јап. 吉村 大志郎; 16. август 1947 — 1. новембар 2003) био је јапански фудбалер.

## Каријера
Током каријере је играо за Јанмар Дизел.

## Репрезентација
За репрезентацију Јапана дебитовао је 1970. године. За тај тим је одиграо 46 утакмица и постигао 7 голова.

## Статистика
| Јапан  | Јапан   | Јапан  |
| Година | Наступи | Голови |
| ------ | ------- | ------ |
| 1970.  | 4       | 1      |
| 1971.  | 6       | 2      |
| 1972.  | 8       | 1      |
| 1973.  | 3       | 0      |
| 1974.  | 7       | 2      |
| 1975.  | 6       | 1      |
| 1976.  | 12      | 0      |
| Укупно | 46      | 7      |